# Pentoniscus silvestrii
Pentoniscus silvestrii är en kräftdjursart som beskrevs av Arcangeli1927. Pentoniscus silvestrii ingår i släktet Pentoniscus och familjen Philosciidae. Inga underarter finns listade i Catalogue of Life.